# Обыкновенный потто
Обыкновенный потто, или потто (лат. Perodicticus potto), — вид приматов из семейства лориевых.  Обитает в тропической Африке на территории Сенегала, Гвинеи, Сьерра-Леоне, Либерии, Кот-д’Ивуара, Ганы, Того, Бенина, Нигерии, а также, возможно, Гамбии и Гвинеи-Бисау. Населяет средние и верхние слои равнинных влажных тропических лесов, болотных лесов и других типов девственных и вторичных низинных лесов. Встречается также на плантациях.
Красная книга МСОП (2020) помещает вид в категорию «Близкие к уязвимому положению».

## Классификация
Выделяют два подвида обыкновенного потто:
- Perodicticus potto potto (Müller, 1766)typus
- Perodicticus potto juju Thomas, 1910

В начале XXI века из состава вида Perodicticus potto были выделены виды Perodicticus edwardsi и Perodicticus ibeanus (ранее считавшиеся подвидами); разделение аргументируется данными митохондриальной ДНК, а также различиями в размерах тела и морфологии черепа.